# 부평신문
부평신문은 대한민국 인천광역시 부평구에서 발행되는 주간 정기간행물이다. 2003년 10월, 시민주주 공모 방식으로 창간했다.

## 창간
2003년 10월 15일 국내 최초로 시민주주 공모를 통해 자본금 5000만원으로 창간했다. 대주주는 없으며 현재는 이사(사외이사 포함)와 기자로 구성 된 주주 10명이 10%씩 보유하고 있다.
2013년 4월 30일 제호를 시사인천으로 변경했고, 취재영역과 발행영역 또한 인천광역시 전역으로 확대했다.

## 개요
정치행정, 지역경제, 사회, 문화, 교육, 여성, 우리동네, 기획연재, 여론면 등을 통해 인천과 부평 뉴스를 보도하고 있다. 인천에서는 유일하게 한국ABC협회에 등록한 주간지이며, 지역신문발전 우선지원 대상 인천지역 최다 선정(7회)기록을 보유하고 있다.

## 기타
2012년 국회의원 총선거 조선일보 무가지 배포사건을 단독보도했다.